# Caro (nápoj)

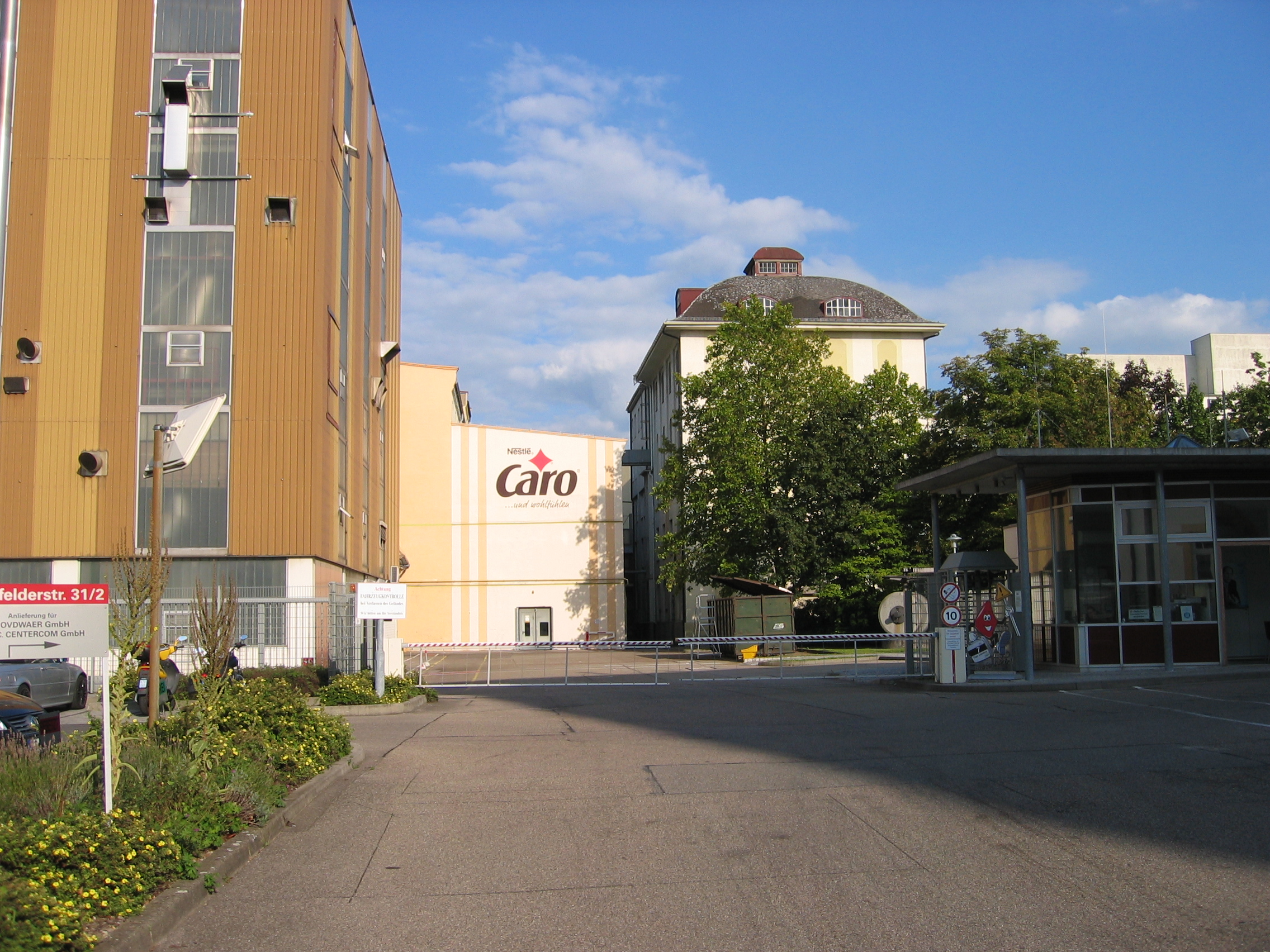
Závod Caro-Kaffee v německém Ludwigsburgu.

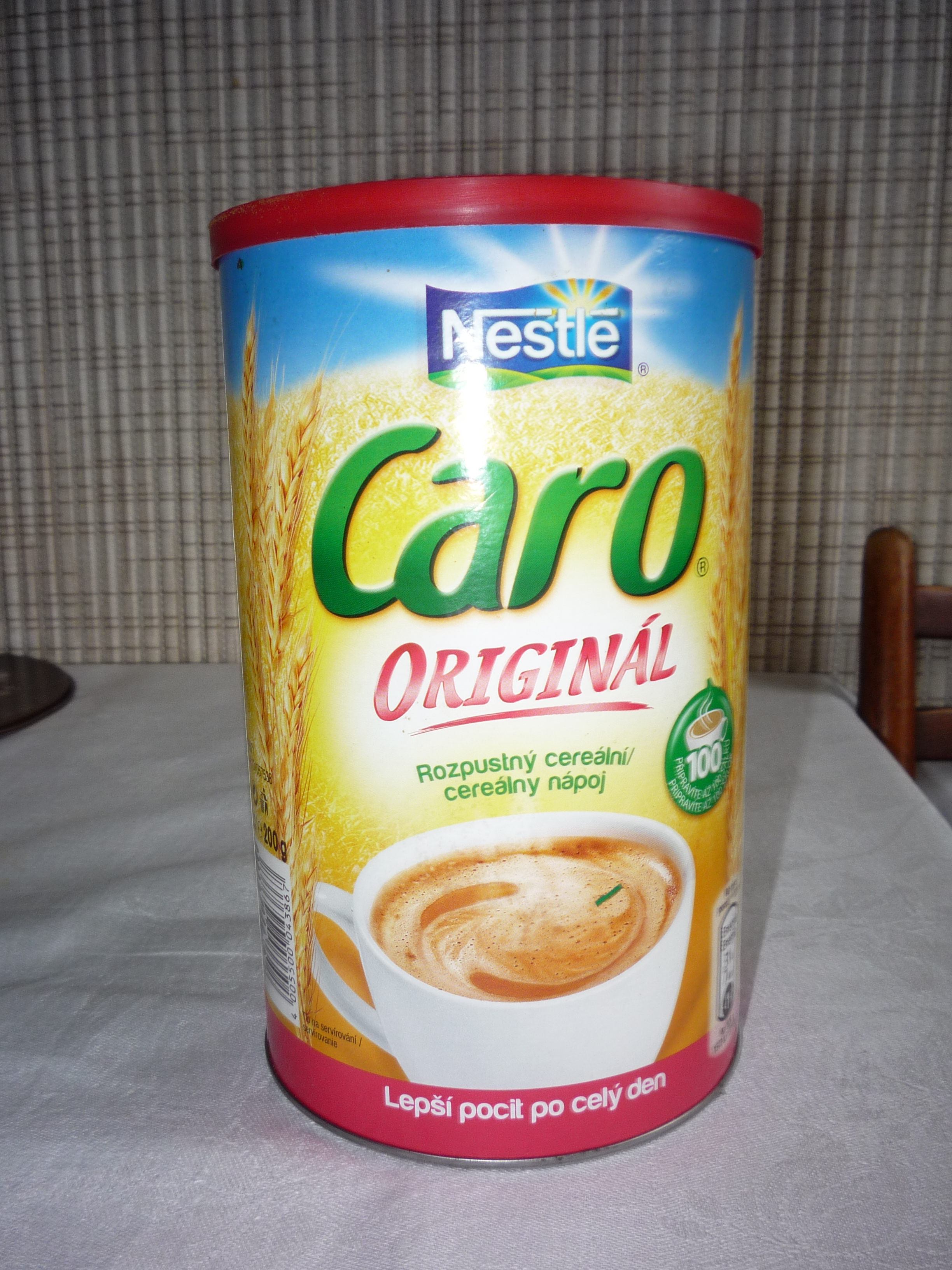
Caro.

Caro je obchodní značka pro instantní nápoj vyráběný společností Nestlé. Jedná se o čistě přírodní produkt, kdy je káva nahrazena praženými zrny. Obecně se tento druh nápojů označuje jako kávovina, případně starším názvem cikorka. Konkrétně Caro je vyráběno kombinací těchto typů zrn: ječmen, ječný slad, čekanka, žito.
Na trhu lze nápoj najít ve dvou variantách, Caro original a Caro Active, přičemž druhý zmiňovaný výrobek se vyznačuje větším množstvím nerozpustné vlákniny. Konkrétní složení je na 100 gramů výrobku uváděno následující:
| bílkoviny    | 2,3 g  |
| sacharidy    | 48,3 g |
| z toho cukry | 6,8 g  |
| tuky         | 0,8 g  |
| vláknina     | 45,8 g |
| sodík        | 0,04 g |